# タカマチ駅
タカマチ駅（ウズベク語: Toʻqimachi bekati）はウズベキスタンのタシュケントヤッカサライ地区にある、ウズベキスタン鉄道の駅。カスピ海横断鉄道のタシュケント-アングレン線の分岐駅であるが、旅客列車はタシュケント南駅からホジャケント方面に向かうエレクトリーチカのみが停車する。

## 駅構造
島式ホーム1面2線を有する高架駅。プラットホームは操車場に囲まれており、小環状道路に伸びる出口へは跨線橋で結ばれている。
駅出入口に駅名を示す看板が無く、ホームに駅名標も無い。

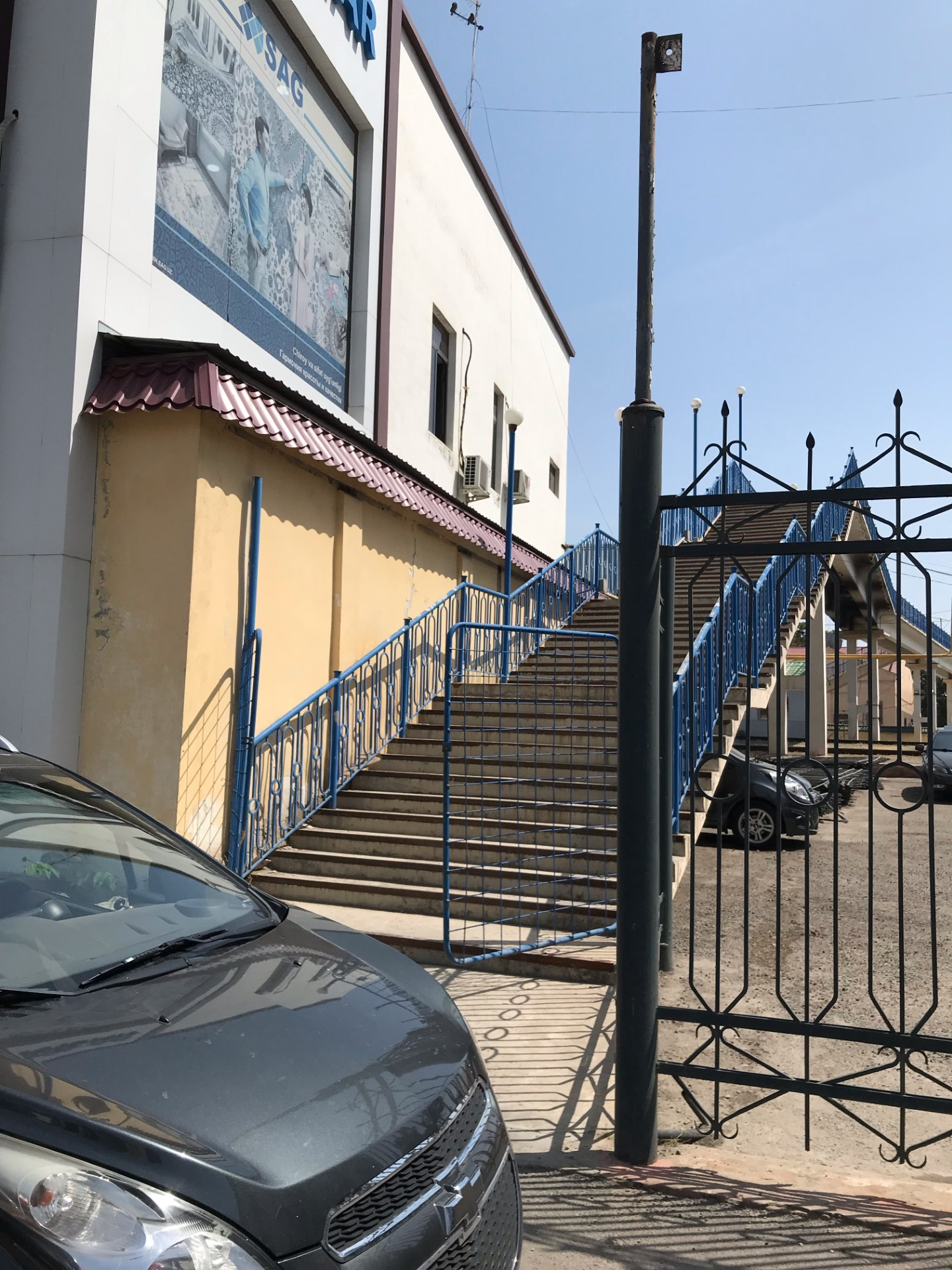
出入口
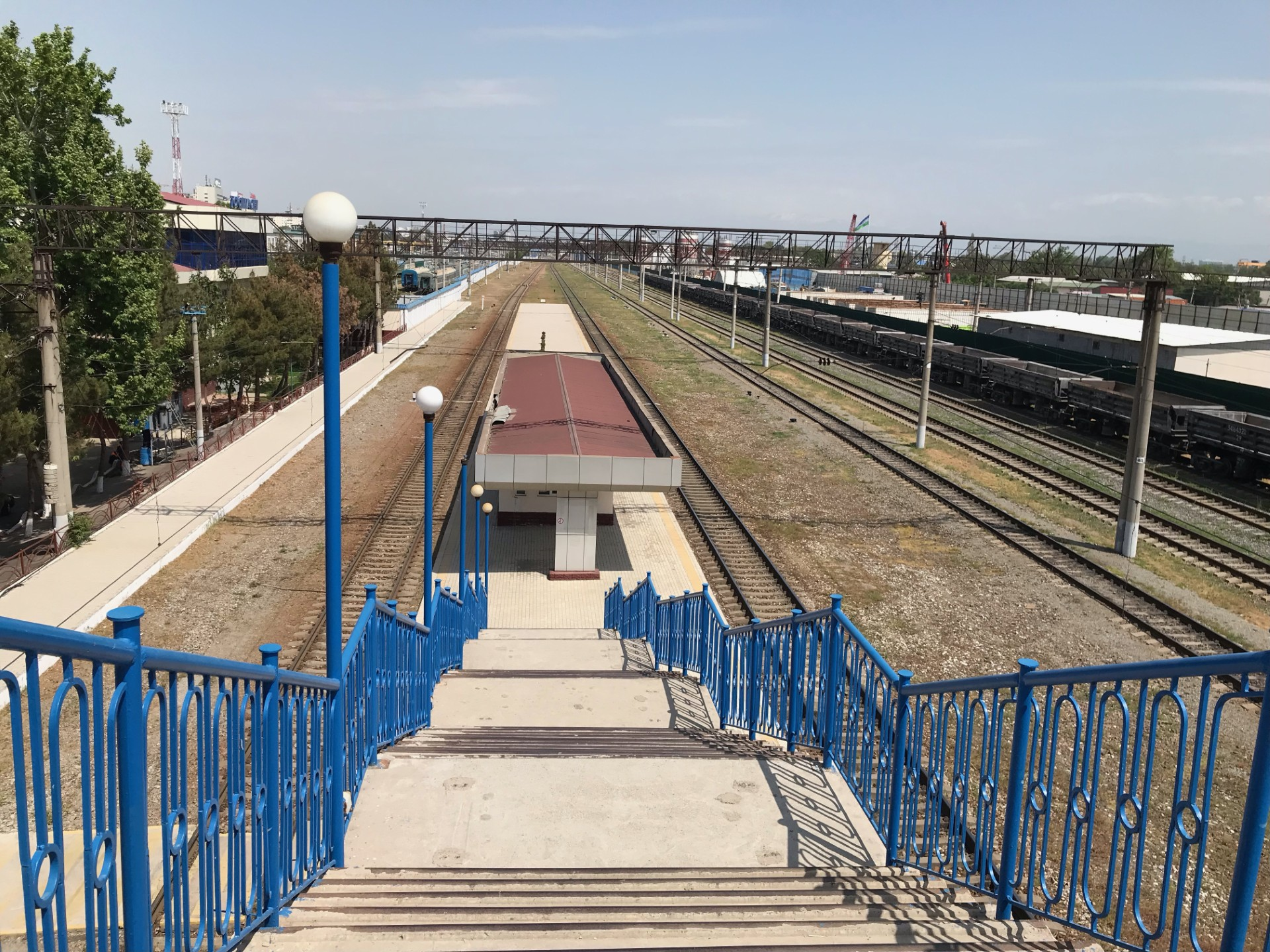
ホーム全景
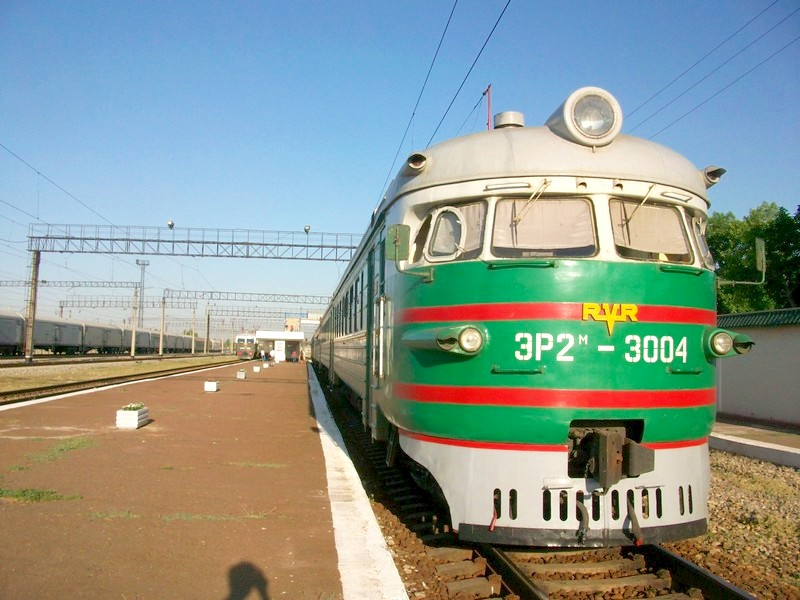
ホームに停車中の電車

## 駅周辺
- 小環状道路（ウズベク語版）
- デジタル経済と農業技術大学
- 127番学校
- ウスマーン・イブン・マズン・モスク

## 隣の駅
ウズベキスタン鉄道
エレクトリーチカ
タシュケント南駅 - タカマチ駅 - タシュケント駅